# Villa Church
La villa Church est une résidence privée conçue par Le Corbusier construite entre 1927 et 1929 sur commande de M. Henry Church et détruite en 1963.
Ce bâtiment révolutionne l'image des maisons à la fin des années 1920 : il se caractérise par des murs blancs aux lignes épurées, une forme cubique insérée dans la verdure du parc et un mobilier conçu spécialement pour la villa par Le Corbusier et ses collaborateurs, dont la fameuse chaise longue LC4.

## Histoire
Construite entre 1927 et 1929 par Le Corbusier, la Villa Church devint un lieu de rencontres littéraires de 1929 à 1939, puisque les propriétaires Barbara et Henry Church accueillirent à la Maison des amis et au Pavillon de musique de la villa Church des musiciens, artistes et écrivains de La Nouvelle Revue française (NRF) et du magazine Measurements, tels que Sylvia Beach, Vladimir Nabokov, Adrienne Monnier, Henri Michaux, Jean Paulhan, Michel Leiris. M. Henry Church mourut à New York en 1947 et la Villa Church fut vendue. Détruite en 1963, elle fut remplacée par la résidence Parc de Saint-Cloud. 

## Description

### Bâtiment
Le Corbusier restaura la propriété et la compléta par une annexe. Au rez-de-chaussée se trouvaient le garage, les chambres du personnel de la maison et un atrium. Au premier étage se trouvaient les chambres, la salle à manger, le salon avec un loft, une bibliothèque et un accès direct au jardin sur le toit.

### Mobilier
Le mobilier fut spécialement conçu et fabriqué pour la villa par Le Corbusier et ses collaborateurs, Pierre Jeanneret et Charlotte Perriand), et exposé au Salon d'Automne de Paris en 1929 dans le cadre de l'« Équipement intérieur d'une habitation ». Les meubles furent initialement fabriqués par la société Thonet mais ne bénéficièrent ensuite que d'une diffusion limitée, à cause notamment de leur coût de fabrication. À la suite de leur réédition au milieu des années 1960 par Cassina, ils sont aujourd'hui connus dans le monde entier avec les noms de code : LC1, LC2, LC3, LC4, LC7, LC8 pour les sièges, la célèbre chaise longue et le tabouret, et LC6, LC10 pour les tables.